# Pau Carbonell

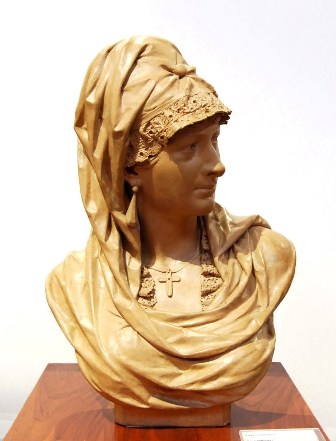
Una limeña, busto conservado en el Museo Víctor Balaguer.

Pau Carbonell Pascual (Villanueva y Geltrú, 4 de marzo de 1847 - Barcelona, 6 de mayo de 1919) fue un escultor conocido por haber realizado la escultura en piedra San Antonio Abad (patrón de su ciudad natal) en la iglesia parroquial de San Antonio situada en la Rambla Principal. Para realizarla tomó como modelo el busto de Francisco de Sales Vidal (que financió la obra). El busto original en mármol de Francisco de Sales Vidal se encuentra en la Biblioteca Museo Víctor Balaguer donde fue donado por el mismo Pau Carbonell junto con otras cuatro obras: un busto de Calderón de la Barca, dos esculturas de arcilla, Santa Isabel de Hungría y San Francisco de Asís, y un busto de terracota que lleva por título Una limeña. A partir de 1904 se le conoce taller en la calle Aragón de Barcelona.